# Contre-la-montre masculin aux championnats du monde de cyclisme sur route 2007
Navigation
2006 2008
Le contre-la-montre masculin aux championnats du monde de cyclisme sur route 2007 a lieu le 27 septembre 2007 à Stuttgart, en Allemagne.

## Classement
|                           | Coureur                | Pays             |    | Temps          |
| ------------------------- | ---------------------- | ---------------- | -- | -------------- |
| Médaille d'or, monde      | Fabian Cancellara      | Suisse           | en | 55 min 41 s 35 |
| Médaille d'argent, monde  | László Bodrogi         | Hongrie          | +  | 52 s 1         |
| Médaille de bronze, monde | Stef Clement           | Pays-Bas         | +  | 57 s 8         |
| 4                         | Bert Grabsch           | Allemagne        | +  | 1 min 12 s 2   |
| 5                         | Sebastian Lang         | Allemagne        | +  | 1 min 17 s 5   |
| 6                         | Vladimir Gusev         | Russie           | +  | 1 min 47 s 0   |
| 7                         | José Iván Gutiérrez    | Espagne          | +  | 1 min 56 s 2   |
| 8                         | Andrey Mizourov        | Kazakhstan       | +  | 2 min 02 s 7   |
| 9                         | Vasil Kiryienka        | Biélorussie      | +  | 2 min 03 s 5   |
| 10                        | Bradley Wiggins        | Royaume-Uni      | +  | 2 min 10 s 8   |
| 11                        | Dominique Cornu        | Belgique         | +  | 2 min 11 s 0   |
| 12                        | David Zabriskie        | États-Unis       | +  | 2 min 13 s 9   |
| 13                        | Raivis Belohvoščiks    | Lettonie         | +  | 2 min 19 s 8   |
| 14                        | Marco Pinotti          | Italie           | +  | 2 min 20 s 1   |
| 15                        | Gustav Larsson         | Suède            | +  | 2 min 30 s 5   |
| 16                        | Matti Helminen         | Finlande         | +  | 2 min 32 s 0   |
| 17                        | Andrei Kunitski        | Biélorussie      | +  | 2 min 38 s 0   |
| 18                        | David Millar           | Royaume-Uni      | +  | 2 min 40 s 1   |
| 19                        | Vincenzo Nibali        | Italie           | +  | 2 min 42 s 1   |
| 20                        | Jason McCartney        | États-Unis       | +  | 2 min 43 s 0   |
| 21                        | Vladimir Karpets       | Russie           | +  | 2 min 48 s 4   |
| 22                        | Andriy Grivko          | Ukraine          | +  | 2 min 57 s 8   |
| 23                        | Jurgen Van den Broeck  | Belgique         | +  | 3 min 03 s 2   |
| 24                        | Ryder Hesjedal         | Canada           | +  | 3 min 07 s 9   |
| 25                        | Dmytro Grabovskyy      | Ukraine          | +  | 3 min 21 s 4   |
| 26                        | Martín Garrido         | Argentine        | +  | 3 min 22 s 8   |
| 27                        | Brian Vandborg         | Danemark         | +  | 3 min 26 s 2   |
| 28                        | Dimitri Champion       | France           | +  | 3 min 39 s 3   |
| 29                        | Benjamin Day           | Australie        | +  | 3 min 45 s 9   |
| 30                        | Svein Tuft             | Canada           | +  | 3 min 46 s 0   |
| 31                        | Cameron Wurf           | Australie        | +  | 3 min 48 s 9   |
| 32                        | David McCann           | Irlande          | +  | 3 min 49 s 5   |
| 33                        | Matías Médici          | Argentine        | +  | 3 min 50 s 1   |
| 34                        | Benoît Vaugrenard      | France           | +  | 4 min 00 s 3   |
| 35                        | Joost Posthuma         | Pays-Bas         | +  | 4 min 00 s 8   |
| 36                        | Lars Ytting Bak        | Danemark         | +  | 4 min 04 s 3   |
| 37                        | Eugen Wacker           | Kirghizistan     | +  | 4 min 09 s 6   |
| 38                        | Adam Hansen            | Australie        | +  | 4 min 10 s 9   |
| 39                        | Glen Chadwick          | Nouvelle-Zélande | +  | 4 min 12 s 9   |
| 40                        | Hai Jun Ma             | Chine            | +  | 4 min 30 s 7   |
| 41                        | Hossein Askari         | Iran             | +  | 4 min 32 s 8   |
| 42                        | Víctor Hugo Peña       | Colombie         | +  | 4 min 42 s 0   |
| 43                        | José Serpa             | Colombie         | +  | 4 min 48 s 9   |
| 44                        | James Lewis Perry      | Afrique du Sud   | +  | 4 min 52 s 7   |
| 45                        | Michael Schär          | Suisse           | +  | 5 min 05 s 9   |
| 46                        | Luis León Sánchez      | Espagne          | +  | 5 min 07 s 6   |
| 47                        | Simon Zahner           | Suisse           | +  | 5 min 09 s 5   |
| 48                        | Fumiyuki Beppu         | Japon            | +  | 5 min 10 s 0   |
| 49                        | Gordon McCauley        | Nouvelle-Zélande | +  | 5 min 11 s 5   |
| 50                        | František Raboň        | Tchéquie         | +  | 5 min 15 s 5   |
| 51                        | Knut Anders Fostervold | Norvège          | +  | 5 min 17 s 0   |
| 52                        | Maciej Bodnar          | Pologne          | +  | 5 min 24 s 0   |
| 53                        | Stanislav Kozubek      | Tchéquie         | +  | 5 min 25 s 2   |
| 54                        | Łukasz Bodnar          | Pologne          | +  | 5 min 26 s 2   |
| 55                        | Rupert Probst          | Autriche         | +  | 5 min 42 s 9   |
| 56                        | Gregor Gazvoda         | Slovénie         | +  | 5 min 43 s 2   |
| 57                        | Ricardo Martins        | Portugal         | +  | 5 min 52 s 0   |
| 58                        | David George           | Afrique du Sud   | +  | 6 min 01 s 5   |
| 59                        | Jarmo Rissanen         | Finlande         | +  | 6 min 31 s 0   |
| 60                        | Evgeni Gerganov        | Bulgarie         | +  | 6 min 37 s 5   |
| 61                        | Vladimir Tuychiev      | Ouzbékistan      | +  | 6 min 38 s 4   |
| 62                        | Dan Craven             | Namibie          | +  | 6 min 39 s 2   |
| 63                        | Kristjan Fajt          | Slovénie         | +  | 7 min 16 s 4   |
| 64                        | Erik Hoffmann          | Namibie          | +  | 7 min 22 s 1   |
| 65                        | Song Baoqing           | Chine            | +  | 7 min 29 s 1   |
| 66                        | Igor Pugaci            | Moldavie         | +  | 8 min 35 s 2   |
| 67                        | Zoltán Madaras         | Hongrie          | +  | 9 min 13 s 5   |
| 68                        | Muradjan Khalmuratov   | Ouzbékistan      | +  | 9 min 22 s 4   |
| 69                        | Dragan Spasić          | Serbie           | +  | 9 min 46 s 6   |